# すみれ草
『すみれ草』（すみれぐさ）とは、江戸時代に北村久備により著された『源氏物語』の注釈書である。『源氏物語すみれ草』とも呼ばれることがあり、『菫草』と表記されていることも多い。1812年（文化9年）の刊本が存在するためそれ以前の成立と見られる。『すみれ草』の題名は著者により序文末尾に記された和歌「なつかしみはる野のすみれ摘みつれどつね人からのものにぞ有りける」によるとみられる。

## 概要
本居宣長の弟子（直接には平田篤胤の弟子であり母方の甥に当たる）である越後国与板藩藩士北村久備が本居宣長による『源氏物語』の注釈書『源氏物語玉の小櫛』を補完するものとして著したものであり、序文では「本居宣長が『源氏物語玉の小櫛』でなし得なかった系図に、年立を加えたものである」とされている。平安時代末期以降の伝統を持つ源氏物語系図と室町時代の一条兼良以来の伝統を持つ『源氏物語』の年立について、本居宣長ら国学者による合理的な解釈を施して整理し、ほぼ現在の形を確立したものである。
この時期『源氏物語』研究が以前より精密になったのを受けて『源氏物語』の年立や系図、語釈などをまとめた著作は数多く作られ、その中には『源氏物語年立私考』（阿波国文庫蔵本）などこの『すみれ草』よりも詳細なものもあったが、出版されたのはこの『すみれ草』のみであり、これ以後の『源氏物語』研究に大きな影響を与えた。

## 内容
本書は系図2巻と年立1巻からなるが、そのほかに語釈を内容とする「後編」が存在した可能性がある。また刊本には平田篤胤による序文と成立の経緯を説明した自序が付されている。

### 系図
系図を大きく「皇胤」（皇室の系図）と臣下の系図に分け、臣下の系図をさらにそれぞれの系図に含まれる人物の最も高い地位によって「大臣族の系図」と「卿大夫族の系図」に分けており、最後に「系図無き人」として血統の不明な人物を巻別に列挙している。この系図はそれまで主流であった実隆本と比べたとき以下のような特色を持っている。
- 冒頭に「系図略図」としてほぼ人名だけからなる全体を俯瞰する系図を置き、その後に個々の人物に詳細な説明を付した系図を置いていること。
- 兄弟姉妹の並べ方について、それまでの系図が長幼に関係なく全ての男性を先に記述し、女性をその後にまとめて記述していたのを改め、男女関係なく年齢順に記述していること。
- 光源氏を「六条院」、浮舟を「手習三君」とするなど平安時代末期に源流を持つ古系図時代から受け継がれてきた源氏物語系図独特の人名表記について「わかりにくい」として現在見られるような一般的な記述に改めていること。
- 鎌倉時代以降の源氏物語古系図やそれ以後『湖月抄』附載の天文本古系図にまでしばしば付けられていた伝説的な形で源氏物語の成立事情を説明する『源氏物語のおこり』などは付けられていないこと。

### 年立
年立に関しては、大筋で『源氏物語玉の小櫛』第三巻の「改め正したる年立の図」の内容と形式をほぼそのまま受け継いでさらに加筆整理したものである。
以下のような点で『源氏物語玉の小櫛』を受け継いでいる。
- 本居宣長が『源氏物語年紀考』において確立し、『源氏物語玉の小櫛』に受け継がれたいわゆる「新年立」によっている。
- 全体が表形式になっており、各年を縦線で区切っており、出来事が何も記されていない年についても何も記されていない欄を設けることにとって分かりやすくなっている。
- 巻名を横長の長方形に入れて示し、その下に各巻で記述されているさまざまな出来事を記している。
- 表の最下段に光源氏及び薫の年齢を記している。
- 表外の上部にそれぞれの時点での在位の帝名と光源氏の身分を記述している。

『源氏物語玉の小櫛』と比較した場合に記述が全般的に詳細になっている他に、本書独自の変更点としては以下のようなものがある。
- 最下段の光源氏及び薫の年齢を記した欄の上にその他の登場人物の年齢を記す欄を設け、本文中に直接典拠を求めることができる記述が存在する場合に限って明記している。
- 出来事の多く記されている年については年を縦線で区切っている他に四季を大きく表記して大きな流れを分かりやすくしている。

### 幻の「後編」
現在本書『すみれ草』は、系図と年立からなる全3巻の書であるとされているが、当時の刊本の末尾に「源氏物語語意考 すみれ草後編 北村久備翁著 二冊 近刊」との記述があるため、現在『すみれ草』と考えられている3巻からなる系図と年立は全体から見ると一部分の「前編」であり、これとは別に語釈からなる二冊の「後編」が構想されていたと考えられている。しかしながら「後編」に該当する刊本は今のところ発見されていないため、伊井春樹はこの「後編」は計画はされていたものの実際には刊行されなかったのではないかとしている。

## 源氏菫草
学習院女子中・高等科図書室に所蔵されている『すみれ草』との外題及び『源氏菫草』との内題を持つ江戸時代中期成立と見られる桐壺巻から若紫巻までの梗概書が存在する。内容は旧注である『湖月抄』の流れを汲むもので、北村久備著の『すみれ草』とは全く別物である。

## 本文
直接の師である平田篤胤の序文を付した1812年（文化9年）の刊本がある。

### 影印本
- 中野幸一編『源氏物語享受資料影印叢書 九曜文庫蔵 10 源氏薫香考・源氏雨夜立聞・雨夜滴・すみれ草』勉誠出版、2009年（平成21年）6月。 ISBN 978-4-585-00843-9

### 翻刻本
- 池辺義象等校註『国文叢書　源氏物語　上巻』博文館、1912年（大正元年）8月、pp.. 1-163。